# Шёнбрунн-им-Штайгервальд
Шёнбрунн-им-Штайгервальд (нем. Schönbrunn im Steigerwald) — — община  в Германии, в Республике Бавария.
Подчиняется административному округу Верхняя Франкония. Входит в состав района Бамберг. Подчиняется управлению Бургебрах.  Население составляет 1902 человека (на 31 декабря 2010 года). Занимает площадь 24,67 км². Местные регистрационные номера транспортных средств (коды автомобильных номеров) (нем. Kraftfahrzeugkennzeichen) — BA Архивная копия от 20 августа 2016 на Wayback Machine.
Община подразделяется на 9 сельских округов.

## Население
По оценке на 31 декабря 2015 года население общины составляет 1862 чел.
| Дата      | 1840 | 1871 | 1900 | 1925 | 1939 | 1950 | 1961 | 1970 | 1987 | 2011 |
| --------- | ---- | ---- | ---- | ---- | ---- | ---- | ---- | ---- | ---- | ---- |
| Население | 1420 | 1533 | 1471 | 1454 | 1506 | 1810 | 1746 | 1793 | 1732 | 1929 |

| Год       | 1960 | 1970 | 1980 | 1990 | 2000 | 2009 | 2010 | 2011 | 2012 | 2013 | 2014 | 2015 |
| --------- | ---- | ---- | ---- | ---- | ---- | ---- | ---- | ---- | ---- | ---- | ---- | ---- |
| Население | 1684 | 1811 | 1693 | 1771 | 1905 | 1914 | 1902 | 1908 | 1868 | 1880 | 1858 | 1862 |